# Wilsdorff
Wilsdorff var namnet på en mycket kortlivad svensk adelsätt.
Majoren vid Östgöta kavalleriregemente Lars Willman adlades med namnet Wilsdorff den 27 november 1717 av Karl XII och introducerades 1719 på Riddarhuset med nummer 1 546. Han slöt dock själv sin ätt på svärdssidan genom att vådaskjuta sig till döds 1726. På spinnsidan dog ätten ut med hans dotter.